# Nhà nguyện Sistina của bóng đá

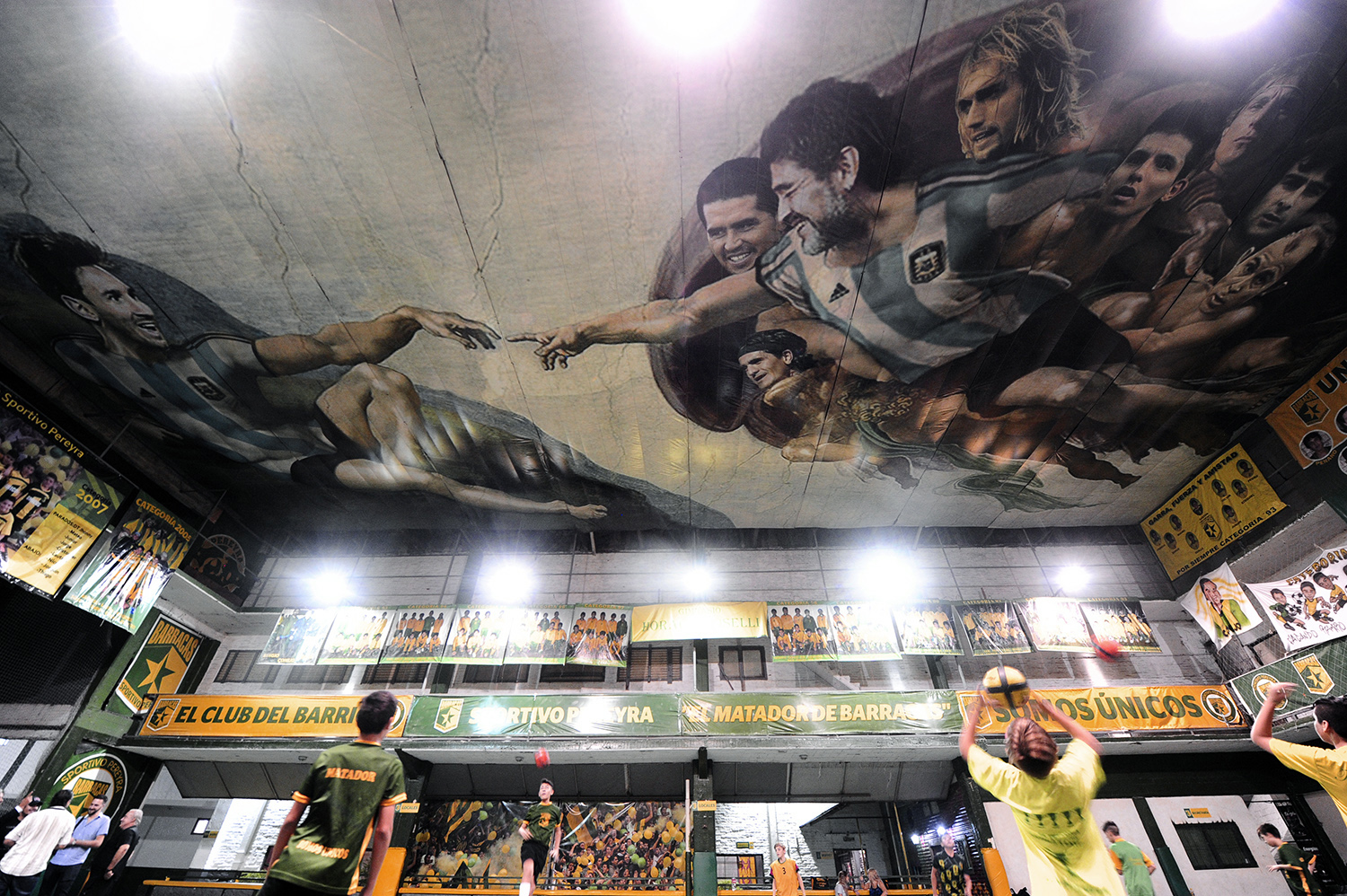
Bức tranh trên trần nhà được lấy cảm hứng từ Sự tạo dựng Adam và mô tả Lionel Messi và Diego Maradona ở phía trước, cùng với những cầu thủ bóng đá đáng chú ý khác như Juan Román Riquelme, Gabriel Batistuta, Mario Kempes, Sergio Agüero, Claudio Caniggia, Ricardo Bochini và Ariel Ortega ở nền

Nhà nguyện Sistina của bóng đá (tiếng Tây Ban Nha: Capilla Sixtina del Fútbol; còn được gọi là "Sự tạo dựng bóng đá", tiếng Tây Ban Nha: La Creación del Fútbol) là một tác phẩm nghệ thuật được trưng bày tại câu lạc bộ Sportivo Pereyra đến từ Barracas, Buenos Aires, Argentina. Bức tranh tôn vinh hai cầu thủ bóng đá Argentina vĩ đại nhất, Lionel Messi và Diego Maradona, cũng như những cầu thủ đáng chú ý khác của nước này bao gồm Juan Román Riquelme, Gabriel Batistuta, Mario Kempes, Sergio Agüero, Claudio Caniggia, Ricardo Bochini và Ariel Ortega.
Lấy cảm hứng từ bức bích họa cổ điển của Michelangelo, Sự tạo dựng Adam trong Nhà nguyện Sistina ở Roma, bức tranh được vẽ nên vào năm 2014 bởi nhà thiết kế đồ họa và nghệ sĩ người Argentina Santiago Barbeito (còn gọi là Santuke). Tác phẩm nghệ thuật này đã trở nên phổ biến vào giữa năm 2018, khi một đoạn video do một người nghiệp dư quay được lan truyền trên mạng xã hội.

## Lịch sử
Vào năm 2014, ban lãnh đạo câu lạc bộ đã quyết định sơn trần sân chính trong nhà. Ý tưởng ban đầu là vẽ lại bầu trời đầy mây nhưng sau đó, một đề xuất mới xuất hiện bao gồm Messi, Maradona và những đại diện lịch sử khác của bóng đá Argentina. Ricardo Elsegood, huấn luyện viên trưởng của câu lạc bộ nói với truyền thông địa phương: "Đối với chúng tôi, đây là ngôi đền thiêng liêng của bóng đá và còn cách nào tốt hơn để thể hiện nó bằng một trần nhà phù hợp, giống như Nhà nguyện Sistina".

## Đặc điểm

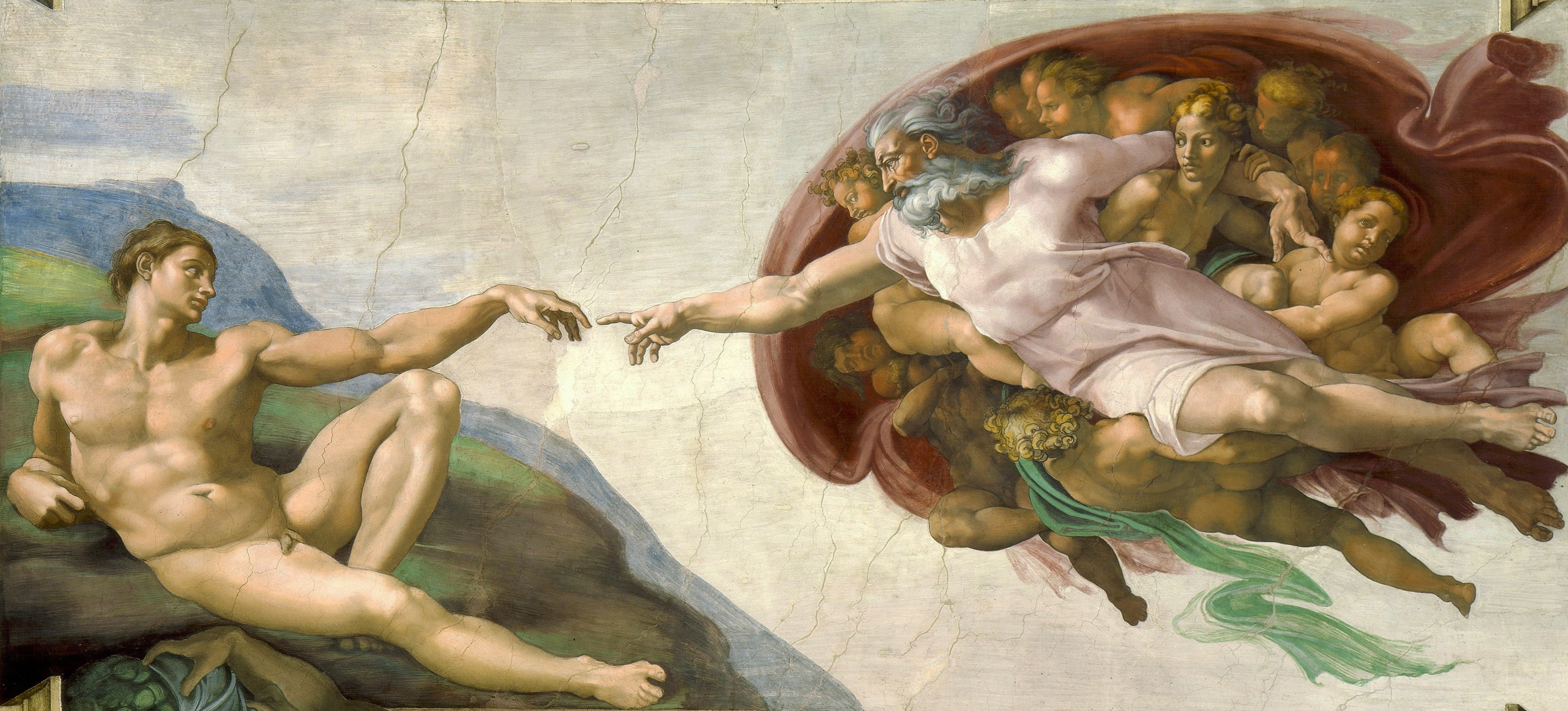
Sự tạo dựng Adam là nguồn cảm hứng cho bức tranh

Trong bức bích họa tái hiện tác phẩm của Michelangelo, Lionel Messi đại diện cho Adam và Diego Maradona đóng vai Chúa, trong khi các thiên thần hoàn thiện cảnh này là Juan Román Riquelme, Gabriel Batistuta, Mario Kempes, Sergio Agüero, Claudio Caniggia, Ricardo Bochini và Ariel Ortega. Santiago Barbeito, tác giả của tác phẩm nghệ thuật giải thích: "Nó giống như Maradona ban cho Messi di sản bóng đá đẹp".
Tác phẩm nghệ thuật này là một bức ảnh ghép kỹ thuật số được in trên tám bức vẽ trải dài có diện tích khoảng 500 mét vuông.
Được tạo ra nhờ quá trình quyên góp, chi phí của nó trị giá khoảng 20.000 USD.

## Câu lạc bộ
Câu lạc bộ Sportivo Pereyra tọa lạc tại số 2785 phố Alvarado ở Barracas, một khu phố của Buenos Aires, cách vài dãy nhà từ La Bombonera, sân vận động của Boca Juniors, một trong những câu lạc bộ bóng đá hàng đầu Argentina.
Những cầu thủ nổi tiếng như Mauro Boselli và Juan Manuel Iturbe đã nổi lên từ câu lạc bộ này.